# Juraj Karlo Wisner-Morgenstern
Juraj Karlo Wisner-Morgenstern ili Juraj Karlo Wisner von Morgenstern (njem. Georg Karl Wisner von Morgenstern; Arad, 1783. – Zagreb, 14. svibnja 1855.), bio je hrvatski skladatelj, dirigent, glazbeni pedagog, zborovođa i violinist njemačko-mađarskoga podrijetla. Bio je vodeća ličnost zagrebačkoga glazbenog života svojega doba. Jedan je od osnivača Hrvatskoga glazbenog zavoda. Bio je učitelj Vatroslava Lisinskog, Franje Pokornog, Mije Hajka, Ivana Padoveca, Fortunata Pintarića, Josipa Juratovića i inih. Surađivao je s članovima Ilirskoga pokreta i proučavao hrvatski glazbeni folklor.
O njegovu školovanju nema podataka. Pretpostavlja se da je prije dolaska u Zagreb bio tajnik i komorni glazbenik grofa Josipa IV. Erdődyja u Slovačkoj.
Dolaskom u Zagreb od 1819. do 1827. bio je koralist zagrebačke katedrale. Istovremeno, bio je violinist i dirigent kazališnoga orkestra, zborovođa i glazbeni učitelj. Bio je među utemeljiteljima zagrebačkoga Muiskvereina (danas Hrvatskoga glazbenog zavoda) 1827., prvi dirigent njegova orkestra te učitelj i ravnatelj (upravitelj) Zavodske škole (1829. – 1851.), za koju je izradio i statut. Ravnao je prvim koncertom HGZ-a održanim 18. travnja 1827. u dvorani tadašnje Kraljevske akademije na Katarininu trgu u Zagrebu (današnja zgrada Gornjogradske gimnazije).
Uz skladanje, svirao je glasovir, violinu, violončelo i orgulje.
Kao učitelj i suradnik Lisinskog, orkestrirao je njegovu operu Ljubav i zloba i priredio za zbor budnicu Još Hrvatska ni propala. U skladbe je unosio obilježja hrvatskoga glazbenog folklora. Skladao je orkestralna djela (Velika serenada, Ilirsko kolo, kantate), komorne skladbe (pr. Andante con espressione za gudački kvintet) ↓b1, operu Aleksis (od koje je očuvana jedna arija), zborska djela, solo-pjesme i više misa. Skladao je scensku glazbu za Schweigertovu dramu Magdalenina špilja kod Ogulina (1835.).